# Georg Plange Weizenmühlen
Die Georg Plange Weizenmühlen sind eine 1775 von Georg August Plange im westfälischen Soest als Plange-Mühle gegründete Müllerei. Zu Beginn des 20. Jahrhunderts war sie der größte Getreidemühlenkonzern Europas. Die Betriebe der Industriellenfamilie in Soest, Hamburg und Düsseldorf waren über sieben Generationen inhabergeführt. Sie hatten dabei großen Einfluss auf die Entwicklung von Soest und Wilhelmsburg. Ab 1875 war Plange Hersteller des unter dem Markennamen Diamantmehl vertriebenen ersten deutschen Haushaltsmehls und maßgeblich beteiligt an der Entwicklung der Mehltypenregelung. Heute ist das Nachfolgeunternehmen mit Firmensitz in Neuss als Zweigniederlassung (ZN) der Premium Mühlen Gruppe GmbH & Co. KG (PMG) Teil der Bindewald und Gutting Verwaltungs-GmbH.

## Geschichte

### Georg August Plange (I)
Der Ökonomierat Georg August Plange, der im Stadtkern von Soest (Walburgerstraße) in Westfalen schon einen Landhandel sowie ein Gasthaus betrieb, erwarb 1775 seine erste Wassermühle am Soestbach in Hattrop. Um 1800 wurde der Landhandel um eine Scheune erweitert. 1810 folgte der Wiederaufbau einer Windmühle in einem der Stadttürme der ehemaligen Soester Befestigungsanlage. Das Lohnmahlen wurde eingestellt und Mehl ganzjährig nur noch für den eigenen Verkauf gemahlen. Das waren die Grundsteine für den Mühlenbetrieb der Kaufmannsfamilie. Über 50 Jahre vermahlte die Familie Plange Getreide aus der Soester Börde und belieferte die Bäcker und Händler aus dem Umland mit Schrot und Mehl.

### Peter und Carl Georg Plange (II)
- August Goswin Carl Georg Plange (* 25. August 1801 in Soest; † 11. Dezember 1857 in Gütersloh)[6]

Carl Georg Plange heiratete Sophie Charlotte, die Tochter des Gütersloher Müllers Friedrich Wilhelm Niemöller und war um 1829 auch Mitbesitzer der Mühle Avenstroth (Sundernmühle) der Gebrüder A. & W. Niemöller in Sundern. 1835 beantragten die beiden Söhne von Georg August Plange Peter und Carl Georg, einen Läufer ihrer Graupenmühle in Hattrop zu einem Weizenmahlgang zu machen. 1836 erfolgte der Verkauf des Soester Gasthofes an Anton Christ.
Ab 1855 betrieb Carl Georg Plange in der Königstraße in Gütersloh eine Dampfmühle mit angrenzender Kornbrennerei. Die Dampfmaschine der Plange Mühle (Stadtmühle) war die erste der Stadt. Ab 1856 folgte der Ausbau der Sundernmühle seiner Schwäger zur Großmühle mit Dampfantrieb. Sein Bruder Peter Plange führte die Mühlen in Soest weiter. Carl Georg Plange starb 1857.

### Peter und Karl Plange (III)
Nachdem die Windmühle in Soest abgebrannt war und dabei 15 benachbarte Häuser zerstört wurden, durfte sie nicht wieder aufgebaut werden. 1830 errichtete daher Karl Plange (der Enkel von Georg August) mit seinem Vater Peter Plange (II) am Soester Thomätor eine Mühle mit zehn Walzenstühlen, die von einer der frühen Dampfmaschinen angetriebenen wurde. 1848 wurde die gesamte Mühle bei einer Kesselexplosion zerstört.
Am 22. März 1864 wurden die Witwe von Carl Georg Plange und sein Sohn, der Kaufman Peter Plange (III), bei der 1858 eingetragenen Georg Plange oHG mit Sitz in Gütersloh als Gesellschafter in das Königlich Preußische Handelsregister eingetragen. Alleiniger Vertretungsberechtigter war Peter Plange. Nach Teilnahme am Deutsch-Französischen Krieg 1870/1871 ging er in eine Weinhandlung nach Minden.

### Georg Plange (IV)
- Georg Plange (* 9. Mai 1842 in Soest; † 25. Februar 1923 in Altona)[13]

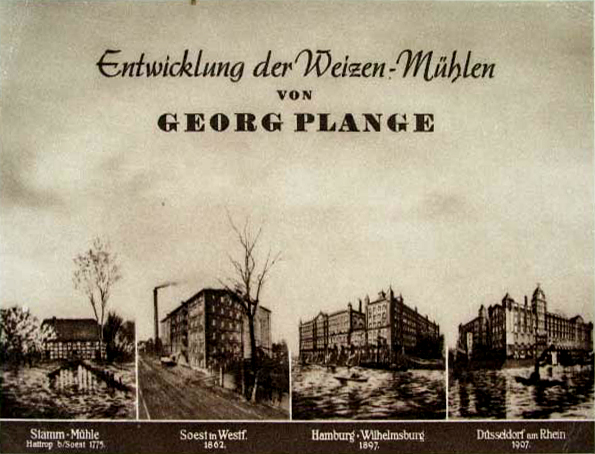
Werbekarte Plange Weizenmühlen um 1910

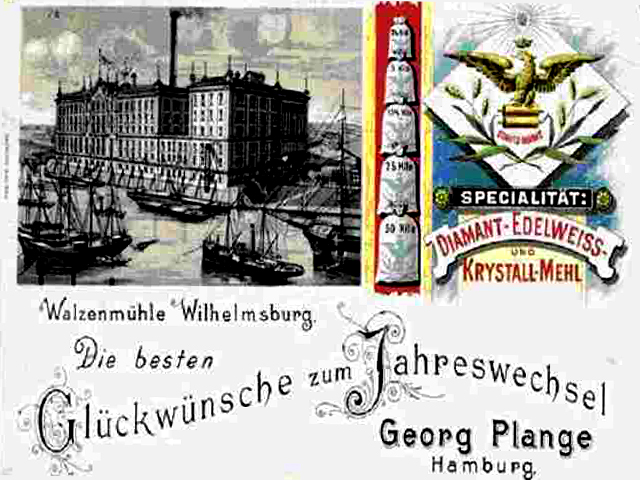
Werbekarte Plange Weizenmühlen um 1900

Georg Plange, der Sohn von Karl Plange, reiste um 1860 nach England und informierte sich dort über neueste Dampfmaschinen und Mühlentechnologie. In der vierten Generation der Soester Kaufmannsfamilie baute er ab 1862 die zerstörte Dampfmühle in Soest wieder auf. Anstelle von Mühlsteinen kamen Porzellanwalzstühle sowie deutlich größere Siebmaschinen zum Einsatz, die alle über Treibriemen von einer modernen Dampfmaschine angetrieben wurden. Die Vorteile wie kein Steinabrieb, bessere Siebung und hellere Mehle führten zu einer Qualitätssteigerung und dadurch zu besseren Backeigenschaften. Gleichzeitig wurde bei der Mehlproduktion der schwache Winterweizen durch Überseesorten ersetzt. Das Mehl hatte so eine stets gleichbleibend hohe Qualität. Die betroffenen Bauern wurden davon überzeugt, stattdessen Zuckerrüben anzubauen, was um 1800 schon einmal sein Urgroßvater für eine positive Entwicklung der Soester Börde angeregt hatte.
Am 18. Mai 1869 erteilte Karl Plange seinem Sohn Georg Plange Prokura für die unter Nummer 81 beim Firmenregister Soest eingetragene Firma Georg Plange. Sein Bruder Richard leitete von 1868 bis 1918 eine Brauerei in Gütersloh.
Auf der Weltausstellung in Wien 1873 erhielt Georg Plange für die besondere Qualität seines Mehls die große Kaiserlich Königliche Qualitätsmedaille. Er benannte daraufhin das bisher unter dem Familiennamen vertriebene Produkt in Kaisermehl um. 1875 übernahm Georg Plange das Unternehmen. Er war der erste Müller, der sein Mehl in haushaltsgerechte Einheiten verpackte und als Haushaltsmehl in kleinen Säcken mit Qualitätssiegel vertrieb. Für die Händler und Besitzer von Kolonialwarenläden entfiel so das Abwiegen und Umverpacken. Üblich waren bis dahin nur Doppelzentner Säcke. Diese Maßnahmen sowie der Wegfall der Importzölle auf Getreide führten in den Folgejahren zu großem wirtschaftlichem Erfolg und machte ihn zum Begründer der Industriellenfamilie Plange. Das Logo des Unternehmens war ein an die preußische Landesflagge angelehnter Adler mit ausgebreiteten Schwingen.
1880 wurde bei Plange die erste Mühlenbackstube zur Qualitätskontrolle eingerichtet. Im gleichen Jahr initiierte Georg Plange durch Kapitalbeschaffung die Gründung der Soester Zuckerrüben AG. Ab 1883 experimentierte man bei Plange mit Ascorbinsäure und Malz zur Verbesserung der Backfähigkeit. Nachdem 1890 Kaiser Wilhelm II. den Reichskanzler Otto von Bismarck entlassen hatte, änderte Georg Plange aus Protest darüber den Markennamen seines Mehls wieder. Die neue Marke Diamantmehl ließ er am 12. Juli 1895 in die Warenzeichenrolle beim Kaiserlichen Patentamt Berlin eintragen (DE8254).
Ende des 19. Jahrhunderts erweitert Georg Plange seinen Mühlenbetrieb mit einem zusätzlichen Standort im Hamburger Hafen, wo 1896 im preußischen Wilhelmsburg eine neue Dampfmühle entstand. Mit bis zu 190 Beschäftigten und einer Mahlleistung von 1000 t pro Tag galt diese bei Betriebsbeginn als die größte Mühle des Kontinents. 1899 erhielt die Plange Mühle in Soest durch den Neubau der Möhnetalbahn der Westfälischen Landes-Eisenbahn (WLE) einen direkten Gleisanschluss. 1906 errichtete Georg Plange in Düsseldorf seine dritte Dampfmühle. Das Zweigwerk am Rheinhafen produzierte mit 38 Mahlstühlen und bis zu 120 Beschäftigten nur Weizenmehl (ca. 800 t täglich). Der Antrieb sowie die Beleuchtung des Werkes erfolgte durch eine 1200 PS starke, dreifache Expansionsdampfmaschine. Grund für die neuen Standorte waren die für Großmühlen erforderlichen Hafenlagen sowie steuerliche Aspekte. Mit seinen drei Großmühlen in Soest, Hamburg und Düsseldorf und einer Vermahlungsleistung von 3.400 Tonnen am Tag waren die Georg Plange Weizenmühlen zu Beginn des Ersten Weltkrieges der größte Mühlenbetrieb Europas. Die einzelnen Betriebe waren dabei immer weitgehend eigenständig und vertrieben typisierte Mehle unter den Markennamen Diamant, Edelweiß und Kristall in Pappkartons zu 0,5 und 1 kg. Diese ersten Markenmehle gelten als Vorläufer der heutigen DIN-Mehltypenregelung.

### Wilhelm, Rudolf und Georg Plange (V)

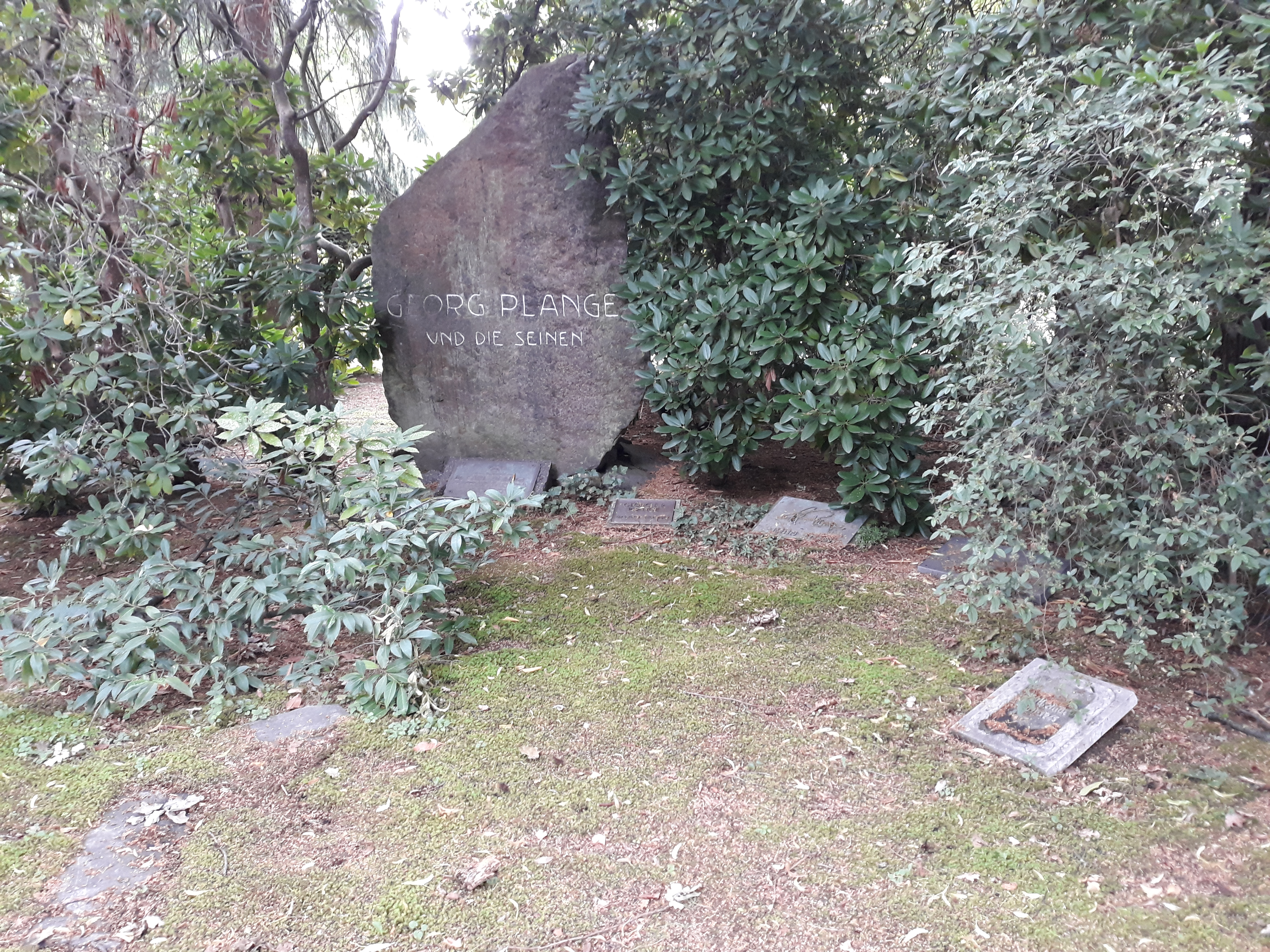
Familiengrab Georg Plange (IV und V) auf dem Osthofenfriedhof in Soest.

- Rudolf Plange (* 23. August 1871; † 18. September 1944)[21]
- Georg Plange (* 16. Juni 1873; † 25. September 1954 in Hamburg)[22]
- Wilhelm Plange (* 26. Februar 1881 in Soest; † 18. November 1933 ebenda)[23]

Der 1906 zum Kommerzienrat ernannte Georg Plange hatte fünf Söhne. 1911 erwarb er Gut Düssin im Landkreis Ludwigslust-Parchim und baute es für seinen Sohn Albert zu einem Musterbetrieb für Milchwirtschaft aus. Zeitgleich erwarb er ein Grundstück an der Hamburger Elbchaussee und baute dort die „Plangesche Villa“ für seinen Sohn Carl, der aber 1914 im Ersten Weltkrieg fiel. Albert Plange übernahm die Gutsleitung in Düssin 1919. Aus der Hamburger Villa wurde eine Schifferschule. Die beiden anderen Söhne engagierten sich im väterlichen Betrieb. Rudolf Plange studierte Chemie in Stuttgart, München sowie Halle und promovierte 1896. Schwerpunkt seiner wissenschaftlichen Arbeit waren die Probleme der Backfähigkeit und der Vitaminverwendung. In seinem Mühlenlabor wurden erstmals Untersuchungsmethoden zur Bestimmung der Mehlqualität entwickelt, die noch heute angewendet werden und Einzug in die Mehltypenregelung gefunden haben. Zudem wurden hier Standard-Backmethoden entwickelt. Nach leitender Tätigkeit an der Soester Mühle seines Vaters ging er 1905 nach Düsseldorf, um zusammen mit seinem Bruder Georg Aufbau und Betrieb der Düsseldorfer Mühle zu übernehmen. 1908 wurde auf dem Gelände zusätzlich ein Direktorenwohnhaus errichtet. Am 1. Januar 1921 ging die Mühle in den Besitz der beiden Brüder über. 1911 meldete Robert Plange ein Verfahren zur Verbesserung von Weizen zum Patent an (CA135480).
Nach dem Tod von Georg Plange (IV) 1923 übernahm sein Sohn Georg (V) die Leitung des Hamburger Betriebs und behielt sie bis zu seinem Tod. Rudolf übernahm ab 1924 die Leitung in Düsseldorf. Wilhelm Plange übernahm nach Rückkehr aus dem Kriegseinsatz ab 1919 die Geschäftsführung der Soester Mühle. 1927 erbaute er dort die Villa Plange, bevor er 1933 verstarb. Er hatte fünf Kinder.
Persönlich haftender Gesellschafter der Georg Plange KG war im Rahmen der Nachfolgeregelung ab ca. 1920 die Georg Plange Verwaltungsgesellschaft m.b.H mit Sitz in Hamburg. Geschäftsführer waren Rudolf Plange, Georg Plange (V) und Wilhelm Plange.

### Walter und Georg E.R. Plange (VI)
Mit Georg E.R. Plange sowie dem Diplomingenieur Walter Plange trat ab den 1920er Jahren die sechste Generation in das Unternehmen mit ein. Für den Standort in Düsseldorf entwickelte Walter Plange 1928 einen Getreidesilo von 12.000 m³, der in für solche Bauhöhen damals noch ungewöhnlicher Freischalung ausgeführt wurde. Weitere Umbauten folgten sowie die Umstellung von Dampfmaschinen mit Transmissionsriemen auf Dampfturbinen zur Stromerzeugung für Elektroantriebe mit den daraus folgenden technischen Weiterentwicklungen der Mühlenanlagen. 1934 wurde die Siloanlage in Düsseldorf um eine zweite Batterie erweitert. Grund war die Pflichtlagerung des vom NS-Staat zugewiesenen Weizens.
Im Zweiten Weltkrieg wurde in den Plange Mühlen weiter produziert und neue Verfahren entwickelt (DE745364). Dazu wurden dort sowie im Landgut Düssin auch Zwangsarbeiter eingesetzt. Die Bombenangriffe der Operation Gomorrha vom 24. Juli bis 3. August 1943 hatte die Mühle in Wilhelmsburg trotz exponierter Position unbeschadet überstanden. Bei einem Bombenangriff am 22. März 1945 wurde sie kurz vor Kriegsende dann doch weitgehend zerstört. Lediglich die Getreidesilos und einige Nebenanlagen sowie die Fabrikantenvilla blieben erhalten. Auch in Düsseldorf wurden durch Kriegseinwirkung das Mühlengebäude und der angrenzende Lagertrakt zerstört. Rudolf Plange verstarb 1944.
Der Wiederaufbau der Mühlenbetriebe durch Georg und Georg E.R. Plange erfolgte gleich nach Kriegsende. In Hamburg konnte die Produktion ab 1946 in die Großmühle der H.W.Lange & Co nach Altona verlegt werden. Die Mühle in Düsseldorf wurde ab 1949 mit moderner Technik wie beispielsweise einem pneumatischen Mehltransport wiederaufgebaut.
Durch Zukäufe wurden ab 1950 verordnete Vermahlungskontingente ausgeglichen. Plange übernahm zu diesem Zweck die Mühle Ackermann in Mönchengladbach und die Erprather Mühle in Grevenbroich. Ab 1950 entstanden die ersten Fertiggerichte wie beispielsweise Diamant Kindergrieß; auch wurden erste vorgefertigte Brotbackmischungen für Bäcker entwickelt. Der Wiederaufbau der Mühle in Wilhelmsburg mit modernen Anlagen wie Turbinengeneratoren und pneumatischen Transportsystemen erfolgte in den Jahren 1953 und 1954. Im selben Jahr verstarb Georg Plange. Große Backbetriebe wurden erstmals mittels Silofahrzeugen mit pneumatischer Ausblasung beliefert. Kurt Plange entwickelte hierzu den Standard für die Anschlussleitungen solcher Ladesysteme.
Die sieben größten westdeutschen Mühlenwerke in den 1950er Jahren waren die Firmen: Heinr. Auer KG a. A., Köln-Deutz; E. Kampffmeyer, Hamburg; Werhahn, Neuß; Plange, Düsseldorf/Hamburg/Soest; Rolandmühle, Bremen; Werner & Nicola, Mannheim und Deutsche Mühlenvereinigung AG, Duisburg. Durch die aggressive Expansion der Heinr. Auer KG war ein heftiger Preiskampf entstanden. Angeführt von Wehrhan, Kampffmeyer und Plange wurde Ende 1955 versucht, ein Mühlenkartell zu bilden, in das Auer erst auf Druck der Regierung Adenauer sowie des Vermittlers Bankier Robert Pferdmenges (Sal. Oppenheim) einwilligte. Es wurden dabei feste Preise und Absatzgebiete vereinbart.

### Kurt und Jobst Plange (VI/VII)
Über die neu gegründete Plange Kraftfutter KG wurden ab 1956 verschiedene Futterautomaten zum Patent (DE1053237, DE1151146 u. a.) angemeldet und Kraftfutter unter dem Markennamen Plange’s Markenfutter vertrieben. In Folge wurde die Soester Mühle zum Kraftfutterwerk umgewandelt und die alte Scheune des Plangeschen Anwesens zur Lagerhalle.
1962 zog sich Georg E. R. Plange aus dem Betrieb zurück. Im selben Jahr wurde die Hamburger Mühle zusammen mit den Markenrechten für Nord- und Ostdeutschland an die Hamburger BM Bäckermühlen AG verkauft, die die Mühle als Diamant Mühle Hamburg GmbH weiterbetrieb. 1999 erfolgte die Übernahme der Diamant Mühle durch die VK Mühlen AG mit der Umfirmierung in Aurora Mühlen GmbH.
Die Zentrale der Georg Plange Weizenmühlen lag nun in Düsseldorf, wo die Mühle mit 240.000 t jährlicher Vermahlmenge wieder das Vorkriegsniveau erreicht hatte. 1966 folgt eine weitere Patentanmeldung für einen Kraftfutterautomaten (DE1607319A) durch Jobst Plange, den Sohn von Wilhelm Plange. Die Plange Kraftfutter KG gründete in den Folgejahren Kraftfutterwerke in Düsseldorf sowie Mannheim und übernahm die „ReCo Kraftfutterwerke“ Bremen sowie 1967 zusammen mit der Bremer Rolandmühle Erling & Co die Kraftfutterwerke Anton Höing in Verden.

### Georg Plange GmbH (VIII)
1985 übernahm die MEGA Tierernährung GmbH & Co. KG das ReCo Kraftfutterwerk in Bremen der insolventen Plange Kraftfutter KG. 1988 wurde das Mühlengebäude in Soest abgerissen. Im gleichen Jahr erwarb die Wilh. Werhahn KG alle Anteile an der Düsseldorfer Weizenmühle inklusive der Firmenbezeichnungen sowie die Rechte an den Markennamen für Süd- und Westdeutschland.
1995 fusionierte der Neusser Mühlenbetrieb Wilh. Werhahn Zweigniederlassung Hansamühle mit dem Betrieb Georg Plange Düsseldorf zur Georg Plange Mühlen GmbH, in der Jürgen Plange vom 5. August 1996 bis zum 13. Oktober 1999 Prokurist war. Der Firmensitz wurde 1998 in die Hansamühle nach Neuss verlegt und der Mahlbetrieb in Düsseldorf eingestellt. In Folge standen die Gebäude einige Jahre leer, bis sie für das Projekt Medienhafen eine neue Nutzung bekamen. Seit dem 9. August 1999 ist Jürgen Plange als Vertreter der achten Generation der Industriellenfamilie Geschäftsführer der Kurt Plange Verwaltungsgesellschaft mbH mit Sitz in Meerbusch bei Neuss.
Nachdem Wehrhan und Küppers bereits 1969 ihre Duisburger Betriebe fusioniert hatten, übernahm die Werhahn Mühlen GmbH & Co. KG zum 31. Dezember 1999 alle Anteile der Familie Küppers und vereinigte ihre Mühlenbeteiligungen Plange & Küppers Mühlen GmbH & Co. KG und Georg Plange Mühlen GmbH unter dem gemeinsamen Dach der Georg Plange KG. Aus der Küppersmühle in Duisburg-Homberg wurde die Plangemühle ZN (Zweigniederlassung) Homberg.
2009 wurde umfirmiert von Georg Plange KG auf Georg Plange GmbH & Co.KG. als mittelbares Tochterunternehmen der Wilh. Werhahn KG, Neuss.
Am 9. Februar 2013 verhängte das Bundeskartellamt Geldbußen in Höhe von insgesamt rund 41 Mio. Euro wegen kartellrechtswidriger Absprachen beim Vertrieb von Mehl gegen 22 Unternehmen, den Verband Deutscher Mühlen sowie deren Verantwortliche. Unter ihnen war auch die Georg Plange GmbH & Co. KG.
2013 übernahm die PMG Premium Mühlen Gruppe GmbH & Co. KG das Vermögen der Georg Plange GmbH & Co. KG sowie mit Kaufvertrag vom 27. März 2013 das der Mühle Rüningen GmbH & Co. KG, Braunschweig. Die Übernahme wurde auf der Gesellschafterversammlung vom 31. Oktober 2013 beschlossen. Die Plangemühlen firmieren nun unter Georg Plange Zweigniederlassung der PMG Premium Mühlen Gruppe GmbH & Co. KG.

### Verkauf an Bindewald und Gutting
Zum 27. Mai 2014 verkaufte die Wilh. Werhahn KG ihre Premium Mühlen Gruppe einschließlich der Plangemühle an die Bindewald und Gutting Verwaltungs-GmbH. 2015 verkaufte diese wiederum die restlichen Markenrechte für West- und Süddeutschland an Diamantmehl sowie die Marke Goldpuder der Pfalzmühle Mannheim nach Freigabe durch das Kartellamt an die GoodMills Deutschland GmbH, zu der auch die ehemalige Wilhelmsburger Mühle gehört. Die Plange-Mühle in Duisburg-Homberg wurde geschlossen und die Produktion komplett in Neuss zusammengefasst.
2021 entstand durch Abspaltung aus der PMG Premium Mühlen Gruppe GmbH & Co. KG die neue Plange GmbH, die am Standort in Neuss Mehle und Backzutaten unter dem Markennamen Plange herstellt und vertreibt. Die Gesellschaft wird in den Konzernabschluss der Bindewald und Gutting Verwaltungs-GmbH mit Sitz in Alsleben als Tochterunternehmen einbezogen.

## Erhaltene Bauwerke
- Gasthof der Familie Plange, Walburgerstraße 36 in Soest; Fachwerkhaus, erbaut um 1584, heute Brauerei Christ[9]

- Scheune des ehemaligen Gutshofs von Georg Plange, Walburgerstraße 56 in Soest; Fachwerk-Ständerhaus, erbaut um 1800; in den 1970er Jahren als Futtermittellager der Futtermühlen Plange und heute als Grünsandsteinmuseum genutzt; unter Denkmalschutz[3]

- Villa Plange, Sigefridwall 20 in Soest; erbaut 1927 im Stil des Neuen Bauens für Johanna und Wilhelm Plange nach Plänen des Berliner Architekten Bruno Paul; Das Gebäude ist heute Sitz der Wirtschaftsförderung des Kreises Soest und steht inklusive einiger Original-Möbel unter Denkmalschutz.[41][42]

- Plangesche Villa im Heine-Park, Elbchaussee 43 in Hamburg; erbaut 1913/1914 für Kommerzienrat Georg Plange nach Entwürfen des Elberfelder Architekten Heinrich Plange. Das Gebäude ist heute Sitz des Business Club Hamburg und steht unter Denkmalschutz (502 / Ensemble 30348).[43]

- Gut Düssin, Schloßstraße in Düssin; der Kuhstall wurde 1912–1914 für die Familie Georg Plange nach Plänen des Hamburger Architekten und Ingenieurs Theodor Speckbötel erbaut. Das Gebäude wird heute von einer Schuhmanufaktur genutzt und steht unter Denkmalschutz (Denkmalliste).[24]

- Plange-Mühle, Trettaustraße 49 in Hamburg-Wilhelmsburg; erbaut 1896 nach Entwürfen der Altonaer Architekten Albert Winkler sowie Raabe & Wöhlecke; nach Kriegsschäden 1949 wiederaufgebaut; heute Aurora Mühle; unter Denkmalschutz (28393 / Ensemble 31229)

- Villa Plange, Haulander Hauptdeich 2 in Hamburg-Harburg; erbaut 1902 als Obermüllerhaus (28091 / Ensemble 31229)[44]

- Plange-Mühle in Düsseldorf am Hafen; erbaut 1906 nach Entwürfen der Hamburger Architekten Raabe & Wöhlecke; Besonderheit war der mit einem beleuchteten Bronzeadler versehene Turmbau, dessen Lampen selbst im Zweiten Weltkrieg trotz strenger Verdunklungsanordnung bis zwei Stunden vor jedem Luftangriff brennen durften[2]; nach schweren Kriegsschäden 1949 ff. Wiederaufbau nach Plänen des Düsseldorfer Architekten W. Jenny im Stil der Moderne[45]; heute als Teil des Medienhafens für Büro-, Ausstellungs-, Freizeit- und Gastronomieflächen genutzt und unter Denkmalschutz (1480)[46] Das fünfteilige Gebäudeensemble, das damals aus einem Hauptgebäude mit adlergeschmücktem Turm, zwei Getreidesilos, Werkstätten und dem Obermüllerhaus bestand, wurde durch den Zweiten Weltkrieg, den Wiederaufbau sowie durch laufende Umbauten zur Produktionsanpassung stark verändert. Dennoch weisen einige Gebäudeteile wie das Holz- und Betonsilo, der Turm, die Werkstätten und das Obermüllerhaus die ursprüngliche Bausubstanz auf. Die Siloanlage als Erweiterung des Düsseldorfer Mühlenwerks wurde 1929 nach Entwurf der Düsseldorfer Architekten Karl Wach und Heinrich Roskotten gebaut. Heute steht das gesamte Ensemble unter Denkmalschutz und wurde nach Plänen des Düsseldorfer Architurbüros Ingenhoven Architekten umgenutzt.[47]

- in Duisburg-Homberg die ehemalige Windmühle von 1856, dampfbetrieben ab 1874 bzw. elektrisch ab 1907, Anlieferung des Getreides erfolgte über den Rhein, heute noch Lagergebäude und Hafenkran vorhanden, Teil der Route der Industriekultur in der Themenroute 3 Duisburg: – Industriekultur am Rhein.

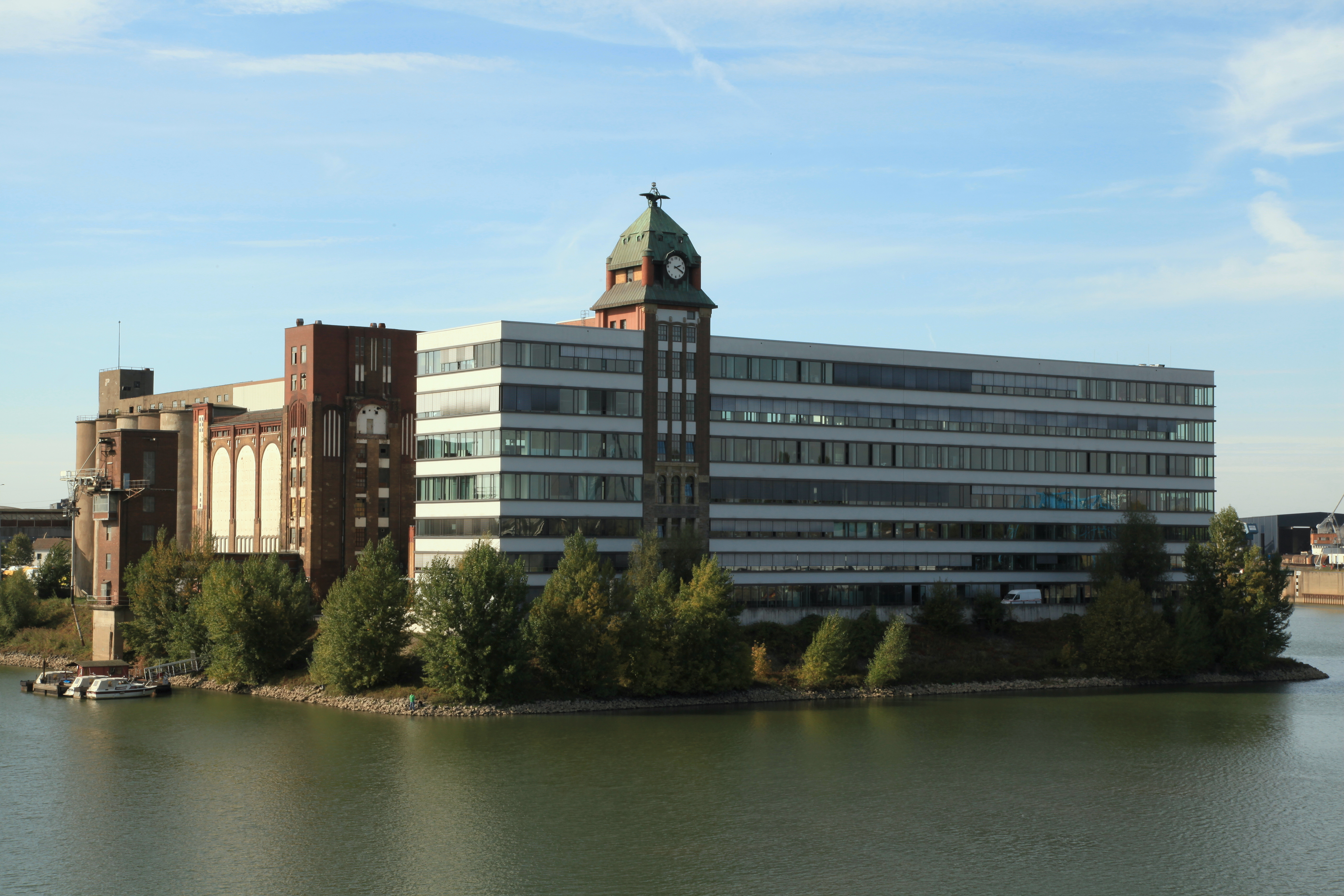
Plange-Mühle im Düsseldorfer Hafen, Turm 1906, Wiederaufbau 1949
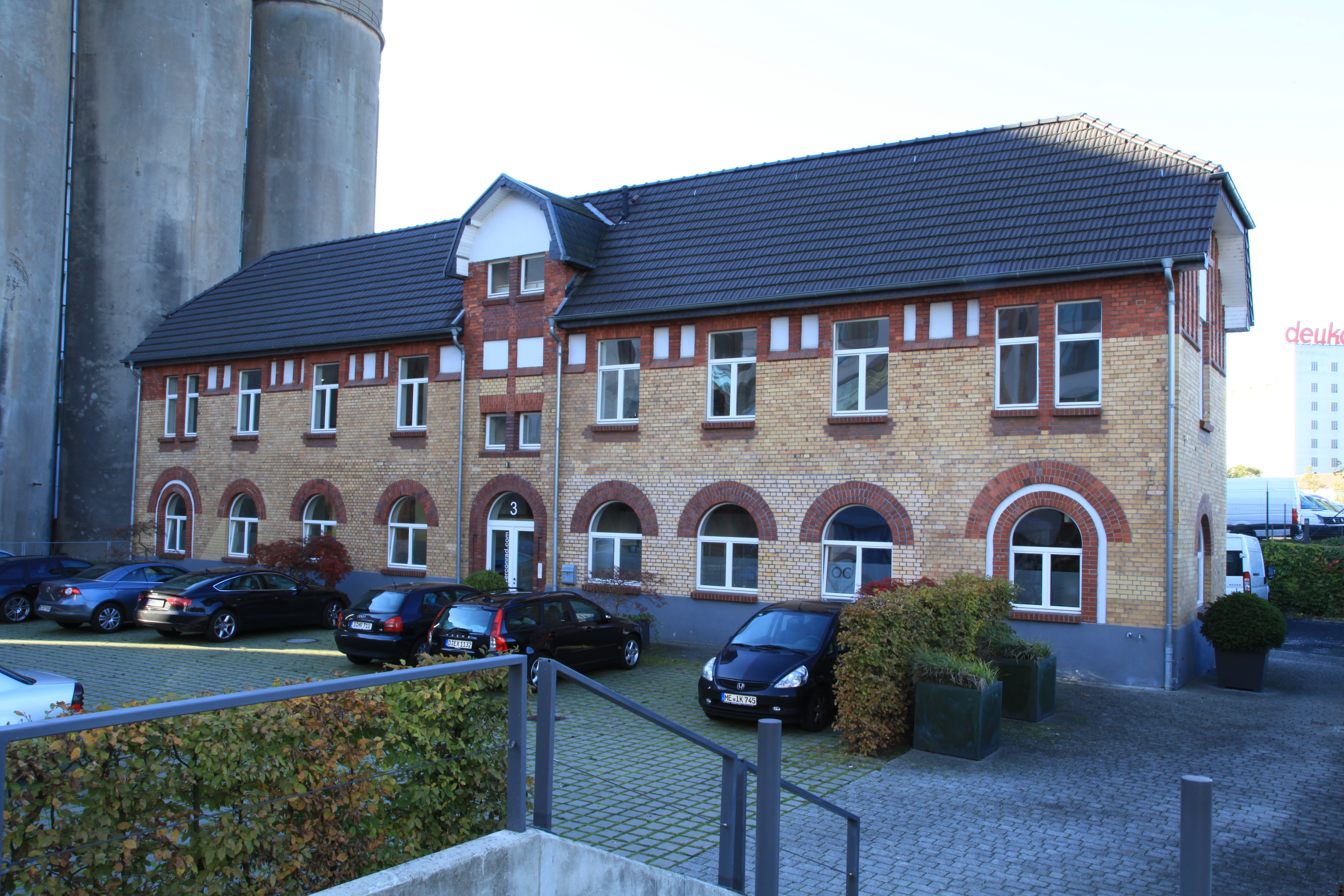
Plange-Mühle Düsseldorf (1906), links Siloanlage (1929)
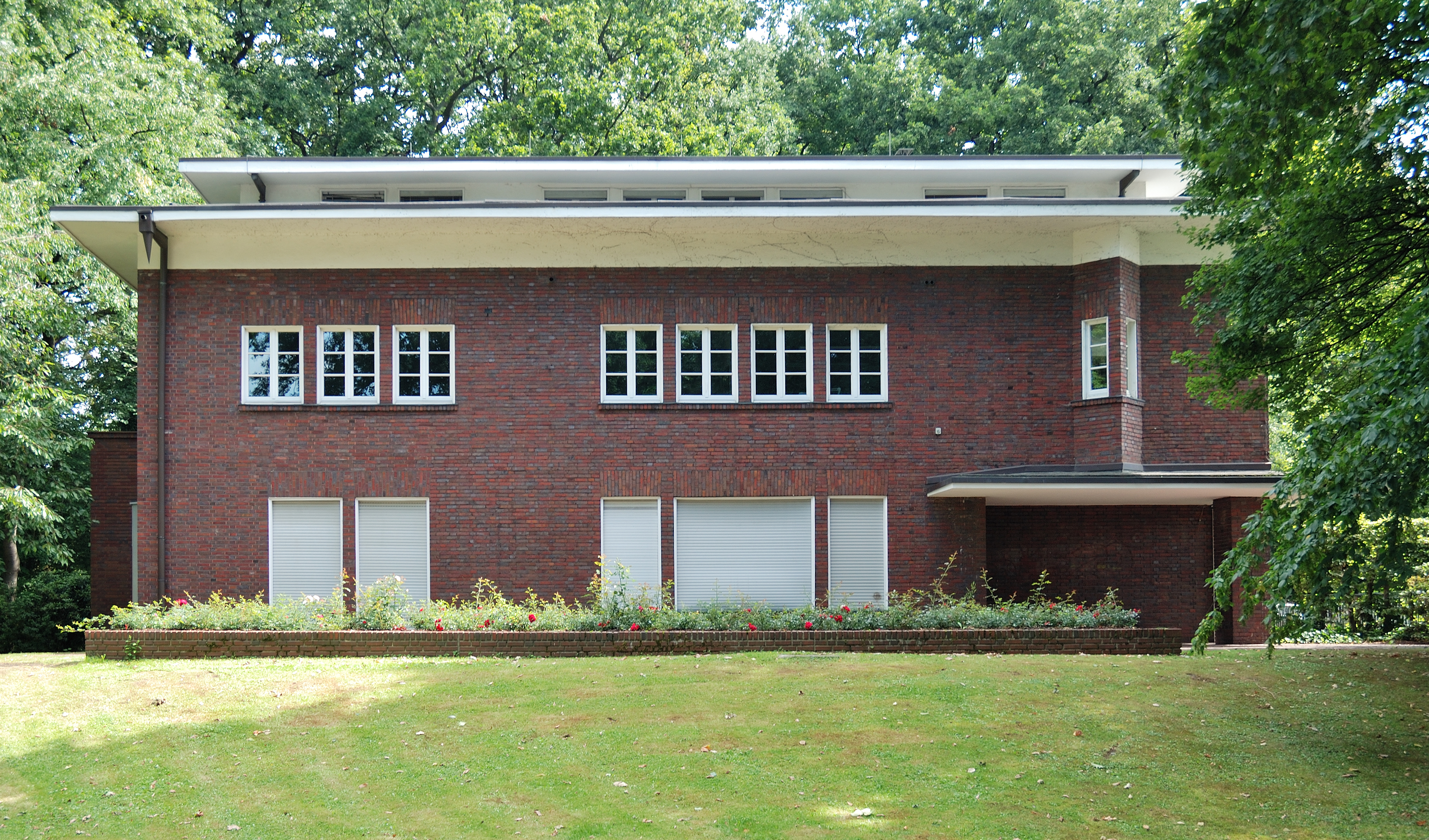
Villa Plange in Soest (1927)
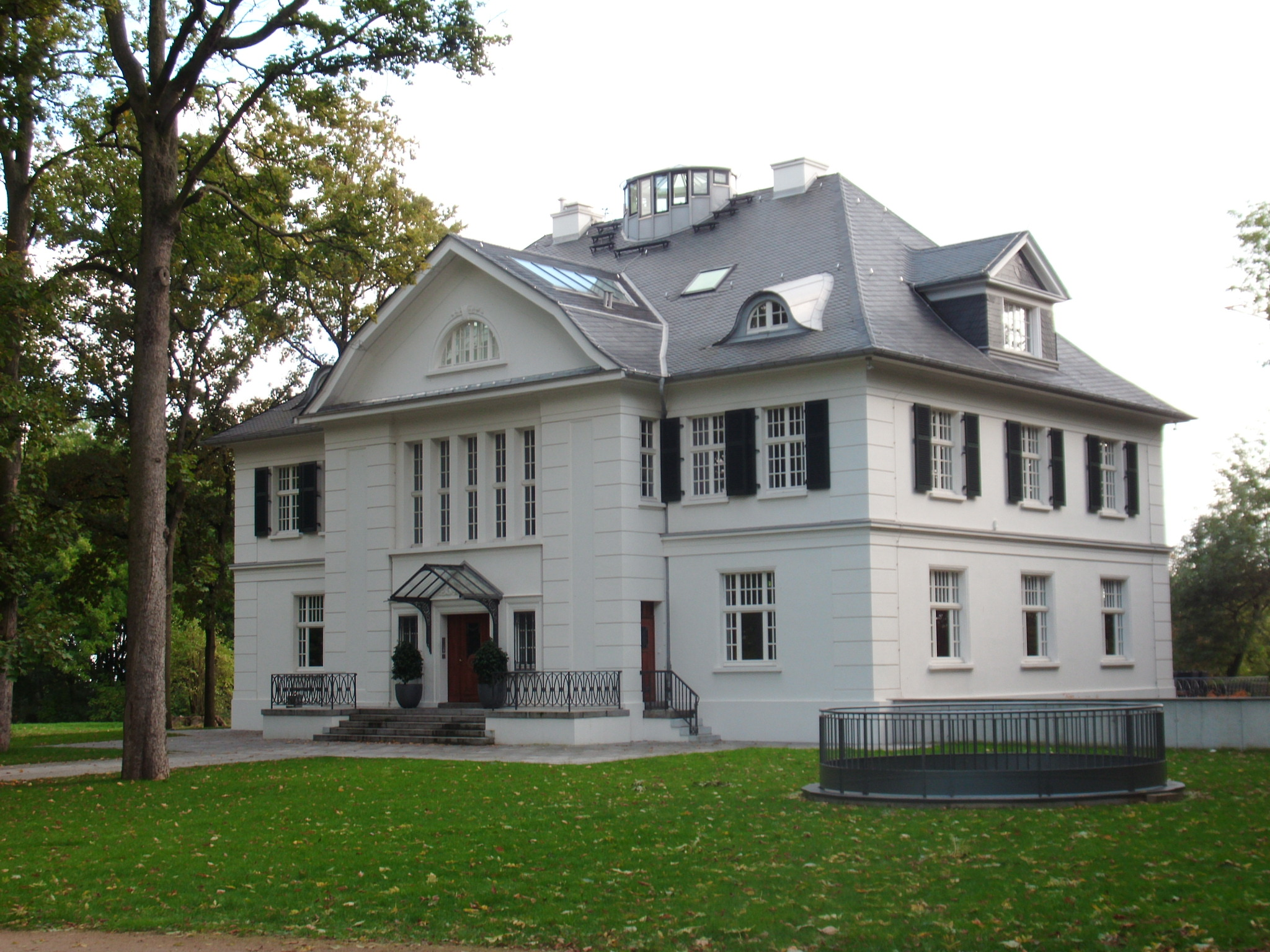
Plangesche Villa an der Hamburger Elbchaussee (1914)
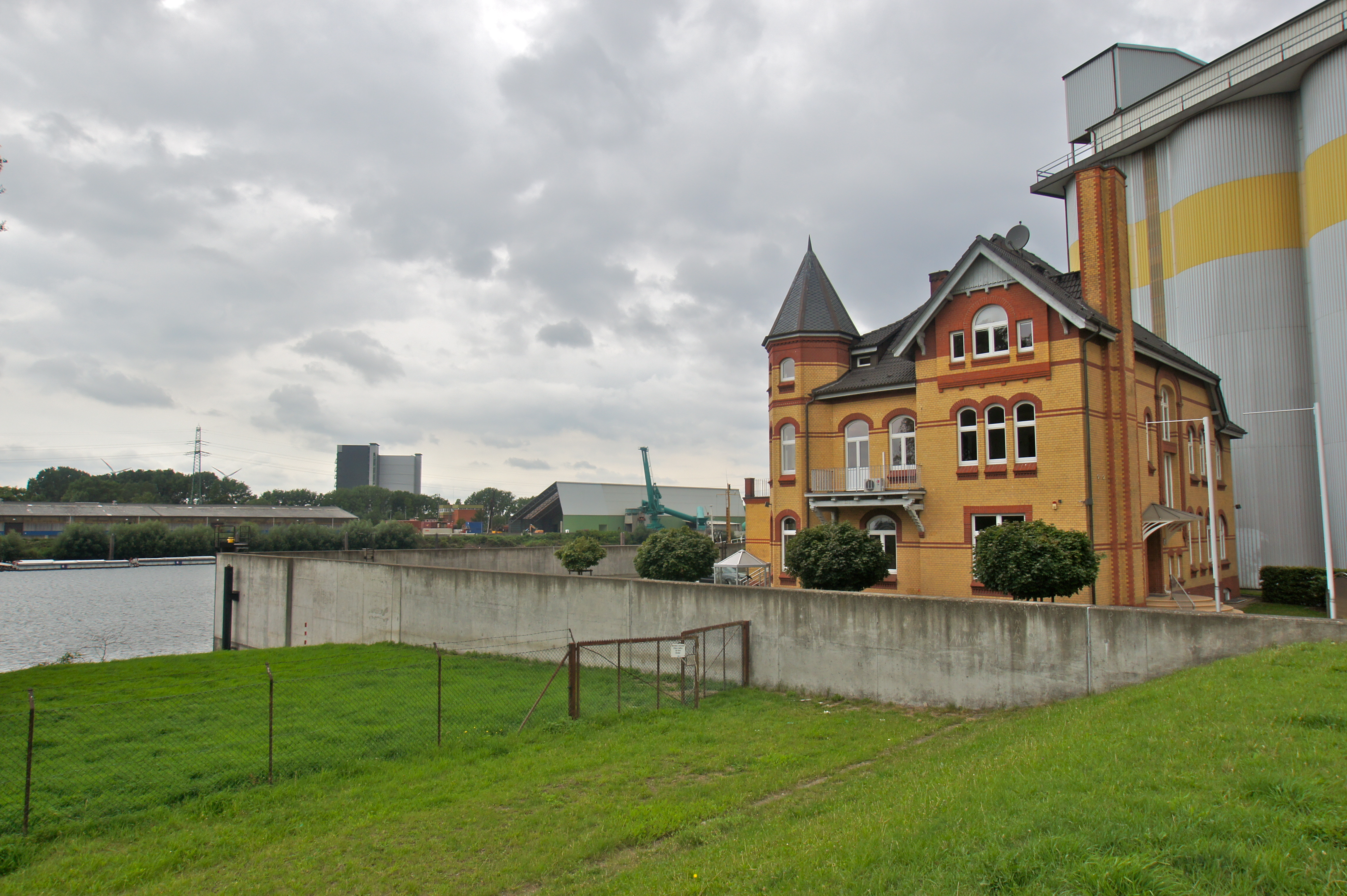
Obermüllerhaus der Plange-Mühle in Hamburg-Wilhelmsburg (1902)
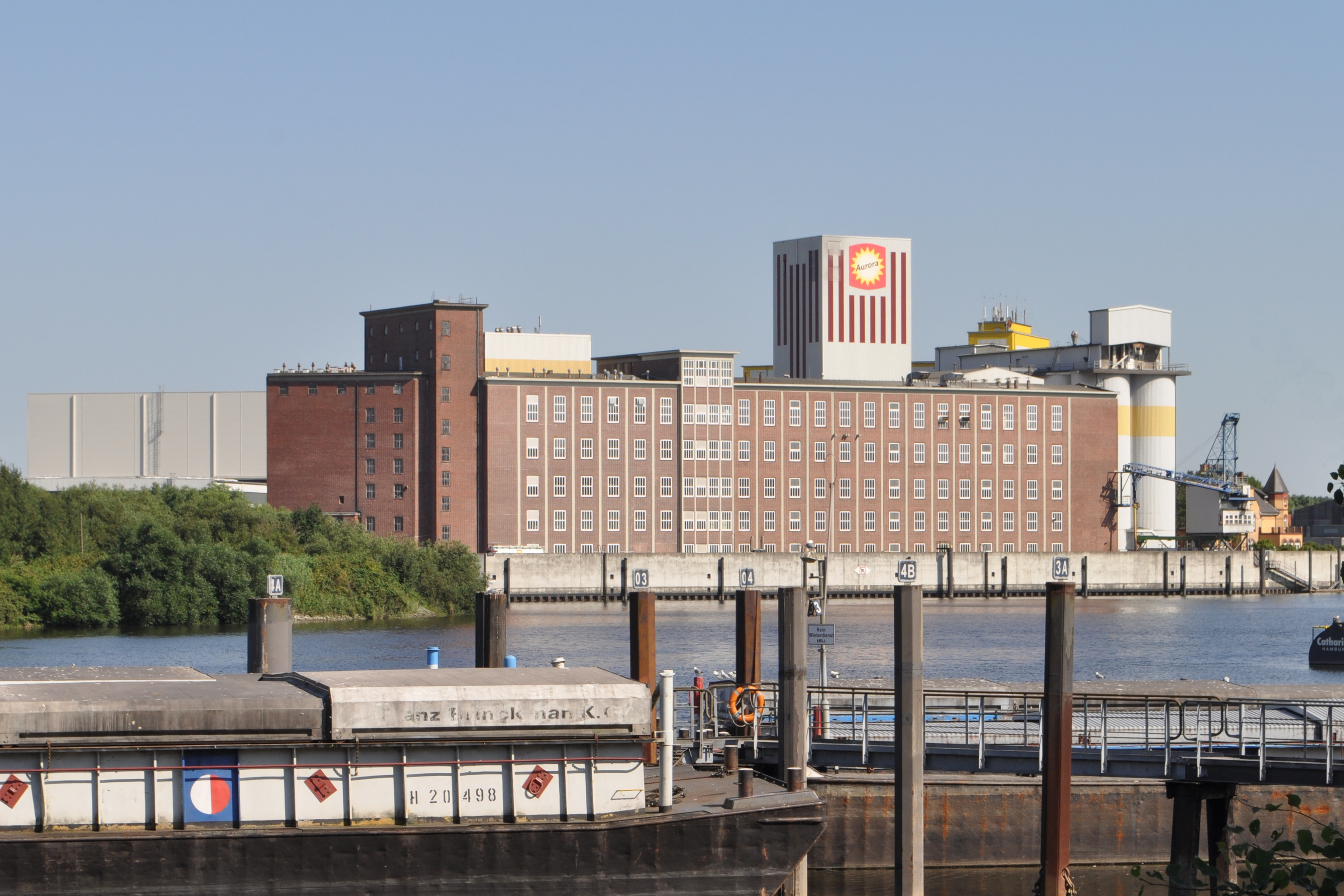
Plange-Mühle in Hamburg-Wilhelmsburg (1954)
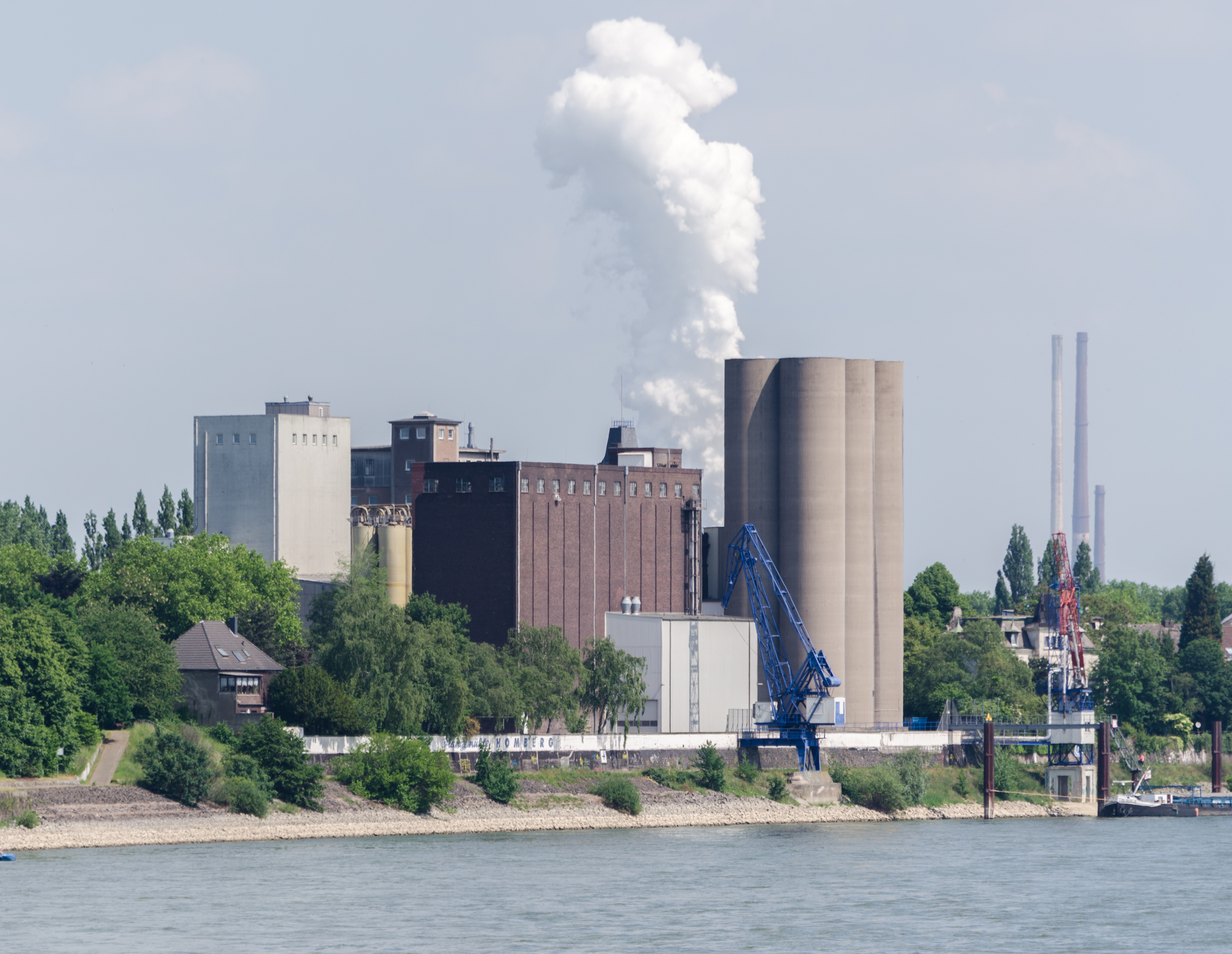
Plangemühle Homberg in Duisburg

## Trivia
- Peter Plange war von 1862 bis 1871 Mitglied im Präsidium der Handelskammer Bielefeld.[48]
- 1948 berichtete Der Spiegel über den Bau eines Rennwagens in den Räumen der Düsseldorfer Plange Mühle.[49]
- Von Wiking Modellbau, Brekina und Weinert werden einige Modelle historischer Fahrzeuge mit „Diamantmehl“-Branding angeboten.[50]
- In Soest ist ein Platz nach Georg Plange benannt, in Düsseldorf gibt es eine Straße mit dem Namen Plange Mühle.

## Publikationen
- Rudolf Plange: Ueber Derivate der Pheyloxymaleïnsäure. Inaugural-Dissertation (Thesis). Halle 1896.
- Julius Keigel: Erinnerungen aus dem Werdegang der Firma Mühlenwerke Georg Plange. Firma Georg Plange, Soest 1940.

## Weiterführende Quellen
- Dirk Ziems: Vom Diamant-Mehl bis zum i-Mac – Die Evolution des Markenartikels als Schlüssel für dynamische Markenführung. In: Planung & Analyse, Heft 2/2000, S. 57 ff.
- Julius Eckstein (Hrsg.): Georg Plange. In: Historisch-biographische Blätter Der Staat Hamburg. Berlin/Hamburg/Wien 1905.
- Düsseldorfer Medienhafen
- Geschichte des Diamantmehls
- Heine Park auf hamburg.de